# Groen Vrij Internet Partij
Die Groen Vrij Internet Partij (kurz Groen Vrij!, Grüne Freie Internet-Partei) war eine niederländische Partei.

## Geschichte
Gegründet wurde die Partei von Wernard Bruining, dem Betreiber des ersten Coffeeshops. Die wichtigsten Programmpunkte waren die vollständige Legalisierung von Cannabis und die Einführung einer Internetdemokratie. Die Partei trat mit Bruining als Spitzenkandidat bei den Parlamentswahlen von 2006
in 8 der 19 Wahlkreise an, konnte jedoch mit 2.297 Stimmen (0,0 %) nicht ins niederländische Unterhaus einziehen. Mitte 2007 gab Bruining bekannt, seine Partei nicht mehr weiterführen zu wollen, kurz danach ging auch die Website der Partei offline.

## Parteiprogramm
Groen Vrij! trat mit dem Anspruch an, ihren Mitgliedern über das Internet die Standpunkte der Parlamentsfraktion vorgeben zu lassen. Des Weiteren sollte jeder Europäer legal zehn Hanfpflanzen anbauen dürfen. Die Partei sprach sich für den Ausbau der Schnellstraßen aus, der öffentliche Verkehr und umweltfreundliche Kraftstoffe sollten gefördert werden. Für rückfällige Straftäter war eine Resozialisierungspflicht vorgesehen. Friedensarbeiter sollten nach dem Willen von Groen Vrij! vom Staat eingestellt und gut bezahlt werden.

## Ergebnisse bei nationalen Wahlen
| Jahr | Stimmen | Prozent | +/- | Sitze | +/- |
| ---- | ------- | ------- | --- | ----- | --- |
| 2006 | 2.297   | 0,0 %   |     | 0     |     |